# Ридван Їлмаз
Ридван Їлмаз (тур. Rıdvan Yılmaz, нар. 21 травня 2001, Газіосманпаша) — турецький футболіст, захисник шотландського «Рейнджерса» і національної збірної Туреччини.

## Професійна кар’єра
Усі 10 років своєї юнацької кар’єри Їлмаз провів в академії «Бешикташа».
8 квітня 2019 року дебютував на професійному рівні за головну команду «Бешикташа» у матчі проти «Чайкур Різеспора».
2021 року допоміг команді зробити «золотий дубль», вигравши чемпіонат і Кубок Туреччини.

## Виступи за збірні
2016 року дебютував у складі юнацької збірної Туреччини (U-16), загалом на юнацькому рівні взяв участь у 31 іграх.
Був включений до заявки національної збірної Туреччини на Євро-2020. Дебютував у її складі 27 травня 2021 року в товариському матчі проти Азербайджану.

## Статистика виступів

### Статистика клубних виступів
Станом на 10 квітня 2021
| Сезон             | Команда           | Чемпіонат         | Чемпіонат | Чемпіонат | Національний кубок | Національний кубок | Національний кубок | Континентальні кубки | Континентальні кубки | Континентальні кубки | Інші змагання | Інші змагання | Інші змагання | Усього | Усього | Усього |
| Сезон             | Команда           | Ліга              | Ігор      | Голів     | Ліга               | Ігор               | Голів              | Ліга                 | Ігор                 | Голів                | Ліга          | Ігор          | Голів         | Ігор   | Голів  |        |
| ----------------- | ----------------- | ----------------- | --------- | --------- | ------------------ | ------------------ | ------------------ | -------------------- | -------------------- | -------------------- | ------------- | ------------- | ------------- | ------ | ------ | ------ |
| 2018–19           | «Бешикташ»        | СЛ                | 1         | 0         | CT                 | 0                  | 0                  | ЛЄ                   | 0                    | 0                    |               | -             | -             | 1      | 0      |        |
| 2019–20           | «Бешикташ»        | СЛ                | 6         | 0         | CT                 | 1                  | 0                  | ЛЄ                   | 0                    | 0                    |               | -             | -             | 7      | 0      |        |
| 2020–21           | «Бешикташ»        | СЛ                | 18        | 1         | CT                 | 2                  | 0                  | ЛЄ                   | 1                    | 0                    |               | -             | -             | 21     | 1      |        |
| Усього за кар'єру | Усього за кар'єру | Усього за кар'єру | 25        | 1         |                    | 3                  | 0                  |                      | 1                    | 0                    |               | -             | -             | 29     | 1      |        |

### Статистика виступів за збірну
Станом на 29 березня 2022 року
| Дата       | Місто     | Господарі | Результат | Гості       | Турнір            | Голи | Примітки |
| ---------- | --------- | --------- | --------- | ----------- | ----------------- | ---- | -------- |
| 27-5-2021  | Аланія    | Туреччина | 2 – 1     | Азербайджан | товариський матч  | -    | 46'      |
| 31-5-2021  | Анталія   | Туреччина | 0 – 0     | Гвінея      | товариський матч  | -    |          |
| 4-9-2021   | Гібралтар | Гібралтар | 0 – 3     | Туреччина   | Відбір до ЧС 2022 | -    | 81'      |
| 11-10-2021 | Рига      | Латвія    | 1 – 2     | Туреччина   | Відбір до ЧС 2022 | -    | 65'      |
| 13-11-2021 | Стамбул   | Туреччина | 6 – 0     | Гібралтар   | Відбір до ЧС 2022 | -    | 46'      |
| 29-3-2022  | Конья     | Туреччина | 2 – 3     | Італія      | товариський матч  | -    | 63'      |
| Усього     |           | Матчів    | 6         |             | Голів             | 0    |          |

## Титули і досягнення
- Чемпіон Туреччини (1):

«Бешикташ»: 2020-21
- Володар Кубка Туреччини (1):

«Бешикташ»: 2020-21
- Володар Суперкубка Туреччини (1):

«Бешикташ»: 2021
- Володар Кубка шотландської ліги (1):

«Рейнджерс»: 2023-24